# موش کیسه‌دار ناراستین دم‌چاق
موش کیسه‌دار ناراستین دم‌چاق (نام علمی: Pseudantechinus macdonnellensis) نام یک گونه از سرده موش کیسه‌دار ناراستین است.